# アラウンド九州きっぷ
アラウンド九州きっぷ （アラウンド きゅうしゅう きっぷ）は、九州旅客鉄道（JR九州）が期間限定で発売していた特別企画乗車券である。

## 概要
任意の日程で連続した3日間、JR九州全線（九州新幹線を含む）の指定席 及び普通車自由席に乗車可能。利用日程が誕生月で利用する場合はHAPPY BIRTHDAY♪KYUSHU PASSも選択することが出来る

## 利用条件等
- 利用開始の当日までに購入が必要
- 指定料金券を最大6回まで指定することが可能 [2]。
- 工程最終日において乗車中の列車が翌日にまたがって運行をする場合、その列車を下車するまで有効。